# Vehículo compartido

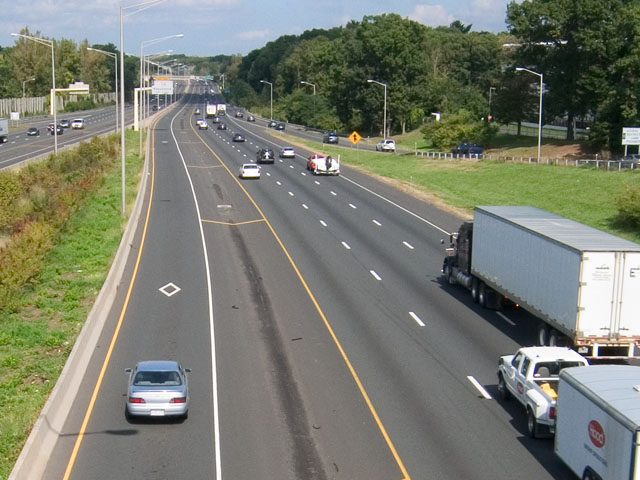
Carril separado para uso exclusivo de vehículos de alta ocupación (VAO), que da preferencia a los participantes de viajes compartidos, en la Interestatal I-91, cerca de Hartford, Connecticut, EUA

El vehículo compartido —también conocido por los términos en inglés carpool o carpooling— es la práctica que consiste en compartir un automóvil con otras personas tanto para viajes periódicos como para trayectos puntuales. Con esta práctica se pretende reducir la congestión de tránsito en las grandes ciudades así como facilitar los desplazamientos a personas que no dispongan de coche propio. Además, supone una notable disminución de emisiones de CO2, al reducir el número de coches en las carreteras. A su vez, favorece las relaciones sociales entre personas que realizan los mismos recorridos.
Este sistema es algo nuevo para América, y en especial para México. Sin embargo, desde hace ya algunos años se viene utilizando en Europa logrando cautivar la atención de otros países que tienen la necesidad de disminuir sus niveles de contaminación y de mejorar la economía de sus habitantes.
La práctica del viaje compartido o compartir coche es un sistema cooperativo que involucra distintos grados de regularidad y formalidad, y es una de las medidas de administración de la demanda del transporte más incentivadas en Estados Unidos, Canadá y varios países de la Unión Europea, para mitigar los problemas crónicos de congestión de tránsito así como para conseguir una reducción de los niveles de contaminación. 
Lo más común en el carpooling es que las empresas incentiven a sus trabajadores en el uso compartido del coche. La idea es reducir el gasto en combustible y que puedan compartir su coste, pero también que los desplazamientos al trabajo no se realicen en solitario, yendo un poco más ligado a la compañía. De este modo, se reduce la congestión y frustración del tráfico durante el viaje.
Aunque se hable de vehículo compartido en ambos casos, conviene distinguir entre CarPooling (varias personas que han de ir en la misma dirección, viajan juntas en el vehículo particular de una de ellas, normalmente para repartirse los gastos del viaje) y CarSharing (que en su acepción más extendida se refiere al alquiler de un vehículo de cierta flota, normalmente por intervalos de tiempo cortos y para efectuar recorridos urbanos, donde una aplicación en el móvil del usuario le permite efectuar el pago, así como tomar y dejar el vehículo aparcado en cualquier parte de la ciudad, para que quede a disposición de un nuevo usuario). El CarPooling es especialmente ventajoso para compartir los viajes al trabajo, que normalmente se producen en las horas punta del tráfico, porque permite llevar la misma gente en menos coches y reducir los atascos de tráfico y los problemas de aparcamiento en los centros de trabajo. Sin embargo es impensable realizar estos viajes mediante mediante CarSharing, porque estas flotas no están dimensionadas para tales picos de demanda y porque los trabajadores normalmente no se pueden permitir alquilar coche dos veces al día, sino que buscan reducir sus gastos compartiendo sus recorridos habituales. El CarSharing es más apropiado para que realicen viajes esporádicos fuera de las horas punta las personas a las que no les merece la pena tener coche propio, y (aunque a diferencia del CarPooling no aumenta el grado de ocupación del vehículo, o relación entre el número de personas transportadas por viaje realizado), puede contribuir a reducir los problemas de aparcamiento en el centro de las grandes ciudades.

## Participación de los gastos
El carpooling o viaje en coche compartido implica que los gastos del viaje serán divididos en partes iguales entre todos los ocupantes del vehículo (pasajeros y conductor). El conductor no pretende ganar dinero, sino compartir entre varias personas los gastos de un viaje que iba a realizar de todos modos. Los gastos a dividir comprenden fundamentalmente el combustible y los posibles peajes aunque, si se incluyen en el cálculo la amortización de la compra y el mantenimiento del vehículo, el seguro y los impuestos que paga el conductor, se obtiene un coste de unos 25 o 30€ por cada 100 km recorridos (alrededor de 1$ por milla). Existen plataformas que facilitan el uso compartido de coches, conectando a personas que buscan respectivamente pasajeros y conductores. Generalmente, el precio de una plaza para realizar cierto trayecto, es fijado por el conductor y aceptado por los pasajeros, que se ponen de acuerdo en la plataforma antes de empezar el viaje.
La segunda generación de estas plataformas, está diseñada para gestionar en tiempo real los recorridos urbanos, usando los teléfonos inteligentes de los viajeros, y hace posible que el vehículo vaya ocupando sus plazas libres sobre la marcha,  recogiendo y entregando pasajeros a lo largo de todo su recorrido (y no solo desde un punto de origen y destino común para todos ellos). Este sistema efectúa automáticamente un reparto equitativo de los gastos de viaje, permitiendo que cada pasajero devuelva al conductor la parte justa, de acuerdo con el aprovechamiento que ha obtenido realmente del vehículo, que es proporcional a la distancia recorrida por el pasajero, y al número de personas con quienes ha compartido el viaje.

## Beneficios de compartir viajes en auto
El beneficio más obvio de compartir coche es el de la reducción de gastos para cada uno de los usuarios. Un conductor que viaja solo en su auto puede ahorrar hasta un 75% de su gasto llevando tres pasajeros. 
El segundo beneficio está relacionado con la calidad de viaje: viajar en automóvil es más rápido y cómodo que viajar en transporte público. Para el pasajero que, de no compartir auto hubiese conducido su automóvil, viajar como pasajero implica desligarse de la obligación de conducir y evitar la molestia de encontrar lugar para estacionamiento. A su vez implica que en lugar de circular dos coches circula solo uno, con todo el ahorro energético que eso implica. 
Finalmente, la reducción del tránsito tiene beneficios múltiples para el conjunto de la sociedad: se reducen las emisiones de CO2; se reduce la contaminación atmosférica, visual y auditiva; se reducen los problemas de aparcamiento y las demoras o embotellamientos para todos los automovilistas. La reducción de los atascos de tráfico es especialmente beneficiosa, puesto que estos multiplican por tres o cuatro el tiempo de viaje y hacen que el coche consuma y contamine un 80% más.